# Encantado's
Encantado's é uma série de televisão brasileira produzida pelos Estúdios Globo em co-produção do Globoplay e da TV Globo. A primeira temporada estreou em 18 de novembro de 2022 no serviço de streaming.
Criada por Renata Andrade e Thais Pontes, é escrita em parceria com Chico Mattoso, Antonio Prata e Hela Santana. A direção da série é de Henrique Sauer com Deo Cardoso e Naína de Paula.
Conta com Luís Miranda, Vilma Melo, Evelyn Castro, Tony Ramos, Neusa Borges e Dandara Mariana nos papéis principais.

## Enredo
1ª Temporada (2022)
A história se passa em Encantado, bairro que compõe a região do Méier, no subúrbio do Rio e é lá que os irmãos Eraldo (Luís Miranda) e Olímpia (Vilma Melo), que herdaram um mercadinho do pai, que morreu recentemente. Ele é louco por samba e Carnaval, enquanto ela se dedica a tocar o negócio que garante a sobrevivência da família. O cenário é mercado durante o dia; à noite, vira espaço para os ensaios da escola de samba fundada pelo pai de Eraldo e Olímpia.
2ª Temporada (2024)
Depois do desfile triunfante que tocou o público, os irmãos Eraldo Ponza (Luís Miranda) e Olímpia Ponza (Vilma Melo) voltam a rotina para encararem os novos desafios. No supermercado, Maria Augusta (Evelyn Castro), aspirante a digital influencer e esposa de Eraldo, tira o Encantado's de uma iminente falência e se autonomeia gerente, sendo mais um problema para a cunhada, Olímpia. 
3ª Temporada (2025)
A preparação para o desfile mais significativo da história do G.R.E.S. Joia do Encantado, que prestará uma emocionante homenagem a Geraldo Ponza com seu samba-enredo, é marcada por desafios e tensões. Eraldo, lidando com a responsabilidade de homenagear seu pai, fundador da escola, se vê sobrecarregado pela distância entre suas aspirações e suas capacidades, cometendo erros recorrentes. Enquanto isso, Olímpia, dedicada ao trabalho, se vê dividida entre os dilemas amorosos envolvendo Walter, um contador apaixonado e pragmático, e Cuíca, um sambista leve e despreocupado. A trama acompanha as confusões dos protagonistas e dos membros da escola, culminando na preparação para o desfile na Intendente Magalhães, onde a Joia do Encantado busca se destacar e ascender na hierarquia das escolas de samba do Rio de Janeiro.

## Elenco
| Ator/Atriz        | Personagem                   | Temporadas | Temporadas | Temporadas |
| Ator/Atriz        | Personagem                   | 1ª (2022)  | 2ª (2024)  | 3ª (2025)  |
| ----------------- | ---------------------------- | ---------- | ---------- | ---------- |
| Luís Miranda      | Eraldo Ponza                 |            |            |            |
| Vilma Melo        | Olímpia Ponza                |            |            |            |
| Evelyn Castro     | Maria Augusta Ponza          |            |            |            |
| Augusto Madeira   | Leozinho                     |            |            |            |
| Dhu Moraes        | Marlene Ponza                |            |            |            |
| Dandara Mariana   | Pandora                      |            |            |            |
| Dhonata Augusto   | Pedro Tavares                |            |            |            |
| Ramille           | Melissa Ponza                |            |            |            |
| Neusa Borges      | Ambrosia Ponza (Tia Ambósia) |            |            |            |
| Leandro Ramos     | Alisson (Ceroto)             |            |            |            |
| Digão Ribeiro     | André Ponza (FlashBlack)     |            |            |            |
| Luellem de Castro | Ana Shaula                   |            |            |            |
| Ludmillah Anjos   | Crystal                      |            |            |            |
| João Côrtes       | Celso Tadeu                  |            |            |            |
| Tony Ramos        | Djalma Durão (Madurão)       |            |            | —          |
| Eliane Giardini   | Dalva                        | —          |            |            |
| Paulo Lessa       | Walter                       | —          | —          |            |
| Romeu Evaristo    | Tião                         |            |            |            |
| Lidiane Ribeiro   | Maria                        |            |            |            |

### Participações especiais
| Lista de participações especiais | Lista de participações especiais   | Lista de participações especiais       |
| 1º Temporada (2022)              | 1º Temporada (2022)                | 1º Temporada (2022)                    |
| Intérprete                       | Personagem                         | Episódio                               |
| -------------------------------- | ---------------------------------- | -------------------------------------- |
| Milton Cunha                     | Ele mesmo                          | Ô, Abre Alas!                          |
| Solange Couto                    | Rosário                            | Ô, Abre Alas!                          |
| Romeu Evaristo                   | Tião                               | Ô, Abre Alas!                          |
| Késia Estácio                    | Vilma                              | Ô, Abre Alas!                          |
| Marcelo Médici                   | Carlos (O Fiscal)                  | O Fiscal tem Sempre Razão              |
| Pedro Benevides                  | Ademir                             | Tudo Sob Controle                      |
| Noemia Oliveira                  | Grávida                            | Tudo Sob Controle                      |
| Marco Gonçalves                  | Marcelo Clark                      | Vai ou Vaza                            |
| Joana Serrão                     | Dona Eugisa                        | Vai ou Vaza                            |
| Jojo Maronttinni                 | Gleice                             | Acorda, Menina!                        |
| Luciana Paes                     | Ana Maria                          | Acorda, Menina!                        |
| Tony Tornado                     | Anthony Fogueira                   | Alegorias e Adereços                   |
| Lana Guelero                     | Irmã Carina de Inhaúma             | Alegorias e Adereços                   |
| Fernando Sampaio                 | Padre Euzébio                      | Alegorias e Adereços                   |
| Nísia Rocha                      | Dona Norma                         | Alegorias e Adereços                   |
| Val Perré                        | Sargento Pablo                     | Biscoitagem                            |
| 2º Temporada (2024)              |                                    |                                        |
| Clara Moneke                     | Kate Cristina Ramos (Katelícia)    | Encantado’s 2: O Inimigo Agora é Outro |
| Késia Estácio                    | Vilma                              | Encantado’s 2: O Inimigo Agora é Outro |
| Fabiula Nascimento               | Lara Ribeiro                       | Encantado’s 2: O Inimigo Agora é Outro |
| Paolla Oliveira                  | Valesca Araújo                     | Delírio Sensual, Arco-Íris De Prazer   |
| Regina Rouca                     | Rosana                             | Funcionário do Mês                     |
| Welder Rodrigues                 | José (Zé do Barracão)              | Funcionário do Mês                     |
| Rebecca                          | Beca                               | Funcionário do Mês                     |
| Luedji Luna                      | Lulu Araújo                        | Intendente X Broadway - Via Taquara    |
| Urias                            | Ela mesma                          | Intendente X Broadway - Via Taquara    |
| Mateus Solano                    | Dr. Edu                            | Intendente X Broadway - Via Taquara    |
| Thelminha                        | Dra. Thelma                        | Feijoiada                              |
| Tia Surica                       | Ela mesma                          | Feijoiada                              |
| Hélio de la Peña                 | Simpatia                           | Um dia, um adeus                       |
| Douglas Silva                    | DG                                 | Um Presente pro Ator                   |
| Bruno Suzano                     | Biel                               | Um Presente pro Ator                   |
| Xande de Pilares                 | Ele mesmo                          | Gurufim                                |
| Clarice Falcão                   | Nina Fantin                        | Gurufim                                |
| Luciano Quirino                  | Joca                               | Gurufim                                |
| Jeniffer Dias                    | Amora Santiago                     | Samba TotalFlex                        |
| 3º Temporada (2025)              |                                    |                                        |
| Alice Wegmann                    | Solange Duprat                     | Vale Tudo                              |
| João Vicente de Castro           | Renato Fillipeli                   | Vale Tudo                              |
| Susana Vieira                    | Ela mesma                          | Vale Tudo                              |
| Gil do Vigor                     | Ele mesmo                          | O Suor de Jesus tem Poder              |
| Karol Conká                      | Giulia Comgê                       | O Suor de Jesus tem Poder              |
| Késia Estácio                    | Vilma                              | O Suor de Jesus tem Poder              |
| Estevam Nabote                   | Ivan                               | O Suor de Jesus tem Poder              |
| Evandro Mesquita                 | Paulo Wilson (Paulão da Regulagem) | Greve de Fofoca                        |
| Os Garotin                       | Eles mesmos                        | Greve de Fofoca                        |
| Milton Cunha                     | Ele mesmo                          | Doente do Pé                           |
| Rafael Saraiva                   | Olímpio                            | Mãe é mãe                              |
| Gabriel Stauffer                 | Humberto                           | Mãe é mãe                              |
| Dira Paes                        | Solineuza de Souza                 | #VidasSolteirasImportam                |
| Lívia Andrade                    | Ela Mesma                          | #VidasSolteirasImportam                |
| Luciano Huck                     | Ele Mesmo                          | #VidasSolteirasImportam                |
| Dea Lucia                        | Ela Mesma                          | #VidasSolteirasImportam                |
| Ed Gama                          | Ele Mesmo                          | #VidasSolteirasImportam                |
| Preto Zezé                       | Ele Mesmo                          | #VidasSolteirasImportam                |
| Isacque Lopes                    | Júnior                             | Estamina                               |
| Juan Paiva                       | Don Juan                           | Estamina                               |
| Drayson Menezzes                 | Beto                               | Estamina                               |
| Tony Tornado                     | Anthony Fogueira                   | Bate-Bola                              |
| Larissa Luz                      | Márcia Aguiar                      | Bate-Bola                              |
| Thiago Thomé                     | Cuíca                              | Bate-Bola                              |
| Luellem de Castro                | Ana Paula                          | Bate-Bola                              |
| Clarissa Pinheiro                | Joana                              | Aniversário do Encantado’s             |
| César Maracujá                   | Felipe                             | Aniversário do Encantado’s             |
| Tonico Pereira                   | Castorzinho                        | O jogo do Bichinho                     |
| Heslaine Vieira                  | Ynnah                              | Assim Eu Não Brinco Mais               |

## Produção
O título da série é uma brincadeira com o inglês mais de um 's, para denominar diversos sentidos da história: é o supermercado e a escola de samba, além de ser o bairro onde se passa a história. O projeto foi criado por Renata Andrade e Thais Pontes e sendo fruto da oficina de humor para roteiristas negros realizada pela Globo em 2018, escrita em parceria com Chico Mattoso e Antonio Prata. As filmagens tiveram inicio entre abril e julho de 2022, no Rio de Janeiro. Primeiramente durante o desfile da Intendente Magalhães, famosa por ser o palco das apresentações das agremiações menores do Rio. Em seguida o cenário do supermercado direto nos Estúdios Globo. 
Para a segunda temporada, a sala de escrita também contou com a participação de Hela Santana.  Confirmada sob o comando das novas temporadas de Rensga Hits!, Natalia Warth assumiu o lugar de Deo Cardoso na direção. Comprometido com as gravações de Terra e Paixão, o ator Tony Ramos teve suas cenas como vilão reduzidas e sendo substituído por Eliane Giardini, como a vilã psicopata Dalva. 
A Globo iniciou em setembro de 2024 a produção da terceira temporada. Desta vez, a nova leva de episódios foi produzida para ser exibida diretamente na TV aberta e, posteriormente, no Globoplay, invertendo o modelo adotado nas temporadas anteriores. Tony Ramos foi afastado da produção para se dedicar a projetos pessoais, incluindo a novela  Dona de Mim e ao júri fixo da quinta temporada de The Masked Singer Brasil. No elenco, foram escalados Paulo Lessa e Tony Tornado, sendo que este último já havia feito uma participação especial na primeira temporada.  Como parte da promoção do reboot de  Vale Tudo, Alice Wegmann e João Vicente de Castro foram escalados para participações especiais, interpretando Solange Duprat e Renato Fillipelli, respectivamente. Dira Paes também foi convidada para reviver sua icônica personagem Solineuza, do sitcom A Diarista, em uma participação especial em comemoração aos 60 anos da Globo. Posteriormente Susana Vieira também foi confirmado no elenco como participação especial como ela mesma.

## Exibição
A primeira temporada foi disponibilizada em 18 de novembro no Globoplay, e foi exibida pela TV Globo de 2 de maio a 11 de julho de 2023, nas noites de terça-feira, sendo uma das substitutas do Big Brother Brasil 23.
A segunda temporada chegou no serviço de streaming da  Globo em 24 de março de 2024, e foi exibida na TV aberta de 23 de abril a 23 de julho do mesmo ano, continuando mantida nas terças-feiras, indo ao ar após Renascer.
A terceira temporada é exibida desde 29 de abril de 2025, continuando mantida nas terças-feiras, mas agora sendo exibida também às quintas-feiras, indo ao ar após Vale Tudo. Foi a primeira temporada a ser exibida primeiramente na emissora, não sendo um conteúdo  Original Globoplay

## Episódios
| Temporada | Temporada | Episódios | Exibição               | Exibição               |
| Temporada | Temporada | Episódios | Estreia de temporada   | Final de temporada     |
| --------- | --------- | --------- | ---------------------- | ---------------------- |
|           | 1         | 11        | 13 de novembro de 2022 | 13 de novembro de 2022 |
|           | 2         | 12        | 12 de março de 2024    | 12 de março de 2024    |
|           | 3         | 12        | 29 de abril de 2025    | 5 de junho de 2025     |

### 1.ª Temporada (2022)
| N.º geral | N.º na temp. | Título                       | Dirigido por                              | Escrito por                                                 | Exibição original      |
| --- | ------------ | ---------------------------- | ----------------------------------------- | ----------------------------------------------------------- | ---------------------- |
| 1 | 1            | "Ô, abre alas!"              | Henrique Sauer Naina de Paula Deo Cardoso | Renata Andrade, Thais Pontes, Chico Mattoso e Antonio Prata | 13 de novembro de 2022 |
| Depois dos ensaios da escola de samba causarem multas por barulho, um isolamento acústico improvisado por Eraldo cria novos problemas à irmã.                |              |                              |                                           |                                                             |                        |
| 2 | 2            | "O fiscal tem sempre razão"  | Henrique Sauer Naina de Paula Deo Cardoso | Renata Andrade, Thais Pontes, Chico Mattoso e Antonio Prata | 13 de novembro de 2022 |
| O Encantado’s vai receber um fiscal à paisana e para agradá-lo Olímpia precisa descobrir quem é. Já Eraldo sente-se vigiado pelas cinzas do finado pai.      |              |                              |                                           |                                                             |                        |
| 3 | 3            | "Tudo sob controle"          | Henrique Sauer Naina de Paula Deo Cardoso | Renata Andrade, Thais Pontes, Chico Mattoso e Antonio Prata | 13 de novembro de 2022 |
| Olímpia tenta provar aos funcionários que não tem mania de controle. Eraldo quer se livrar de um jurado folgado e se mete com Madurão.                       |              |                              |                                           |                                                             |                        |
| 4 | 4            | "Vai ou Vaza?"               | Henrique Sauer Naina de Paula Deo Cardoso | Renata Andrade, Thais Pontes, Chico Mattoso e Antonio Prata | 13 de novembro de 2022 |
| Eraldo usa seus conhecimentos do samba para tentar se dar bem num quiz de TV. Olímpia acha que o espírito de uma ex-funcionária está rondando o Encantado’s. |              |                              |                                           |                                                             |                        |
| 5 | 5            | "Acorda, menina!"            | Henrique Sauer Naina de Paula Deo Cardoso | Renata Andrade, Thais Pontes, Chico Mattoso e Antonio Prata | 13 de novembro de 2022 |
| Eraldo e Olímpia decidem inaugurar uma Calçada da Fama na frente do supermercado, mas em vez de uma personalidade, contratam uma sósia.                      |              |                              |                                           |                                                             |                        |
| 6 | 6            | "Alegorias e adereços"       | Henrique Sauer Naina de Paula Deo Cardoso | Renata Andrade, Thais Pontes, Chico Mattoso e Antonio Prata | 13 de novembro de 2022 |
| Acreditando ser filho de Ogum, o orixá guerreiro, Eraldo desafia Madurão para um duelo. Olímpia sofre com a cliente mais mala do mercado.                    |              |                              |                                           |                                                             |                        |
| 7 | 7            | "Biscoitagem"                | Henrique Sauer Naina de Paula Deo Cardoso | Renata Andrade, Thais Pontes, Chico Mattoso e Antonio Prata | 13 de novembro de 2022 |
| A paixão de Olímpia pelo bombeiro Pablo reacende sua compulsão por biscoito de morango. Eraldo tenta esconder da irmã o novo romance de Dona Ponza.          |              |                              |                                           |                                                             |                        |
| 8 | 8            | "Harmonia nota zero"         | Henrique Sauer Naina de Paula Deo Cardoso | Renata Andrade, Thais Pontes, Chico Mattoso e Antonio Prata | 13 de novembro de 2022 |
| Os irmãos organizam uma festa surpresa para Dona Ponza. Madurão entra de penetra. Uma freira cai no samba. Eraldo sente-se vítima de um complô.              |              |                              |                                           |                                                             |                        |
| 9 | 9            | "Coisinha do pai"            | Henrique Sauer Naina de Paula Deo Cardoso | Renata Andrade, Thais Pontes, Chico Mattoso e Antonio Prata | 13 de novembro de 2022 |
| Para despistar uma recaída por biscoito de morango, no meio da noite, Olímpia inventa que o mercado foi visitado pelo espírito do pai.                       |              |                              |                                           |                                                             |                        |
| 10 | 10           | "Encantado’s e cancelados"   | Henrique Sauer Naina de Paula Deo Cardoso | Renata Andrade, Thais Pontes, Chico Mattoso e Antonio Prata | 13 de novembro de 2022 |
| O novo enredo da Joia do Encantado e o lançamento do refrigerante Encanta Cola são ameaçados por revelações sobre o passado de Irmã Karina.                  |              |                              |                                           |                                                             |                        |
| 11 | 11           | "Alô, povão, agora é sério!" | Henrique Sauer Naina de Paula Deo Cardoso | Renata Andrade, Thais Pontes, Chico Mattoso e Antonio Prata | 13 de novembro de 2022 |
| Chegou o grande dia do desfile. Eraldo faz um acordo com Madurão que pode levar a Joia do Encantado à vitória. Olímpia tenta abrir os olhos do irmão.        |              |                              |                                           |                                                             |                        |

### 2.ª Temporada (2024)
| N.º geral | N.º na temp. | Título                                   | Dirigido por                                | Escrito por                                                               | Exibição original   |
| --- | ------------ | ---------------------------------------- | ------------------------------------------- | ------------------------------------------------------------------------- | ------------------- |
| 12 | 1            | "Encantado’s 2: o inimigo agora é outro" | Henrique Sauer Naina de Paula Natalia Warth | Renata Andrade, Thais Pontes, Chico Mattoso, Antonio Prata e Hela Santana | 12 de março de 2024 |
| Madurão, humilhado por Ponza, é substituído no posto de chefe do bairro. Maria Augusta assume como gerente no Encantado’s e põe em risco um grande investimento.                    |              |                                          |                                             |                                                                           |                     |
| 13 | 2            | "Delírio Sensual, Arco-Íris De Prazer"   | Henrique Sauer Naina de Paula Natalia Warth | Renata Andrade, Thais Pontes, Chico Mattoso, Antonio Prata e Hela Santana | 12 de março de 2024 |
| Para neutralizar Maria Augusta, Olímpia a veste de Encantadinho. Eraldo tenta se reerguer num programa de TV. FlashBlack nervoso com a primeira visita à casa da Pandora.           |              |                                          |                                             |                                                                           |                     |
| 14 | 3            | "Funcionário do mês"                     | Henrique Sauer Naina de Paula Natalia Warth | Renata Andrade, Thais Pontes, Chico Mattoso, Antonio Prata e Hela Santana | 12 de março de 2024 |
| Um concurso para eleger o funcionário do mês movimenta o Encantado’s. Eraldo convence Leozinho a se passar por ele para conquistar a confiança do novo dono do galpão de alegorias. |              |                                          |                                             |                                                                           |                     |
| 15 | 4            | "Intendente X Broadway - Via Taquara"    | Henrique Sauer Naina de Paula Natalia Warth | Renata Andrade, Thais Pontes, Chico Mattoso, Antonio Prata e Hela Santana | 12 de março de 2024 |
| Olímpia institui camisa da união para quem brigar no mercado. Celso transforma o Encantado’s na Broadway. Eraldo lida com um estranho pedido da filha.                              |              |                                          |                                             |                                                                           |                     |
| 16 | 5            | "Feijoiada"                              | Henrique Sauer Naina de Paula Natalia Warth | Renata Andrade, Thais Pontes, Chico Mattoso, Antonio Prata e Hela Santana | 12 de março de 2024 |
| Maria Augusta perde uma joia de família na feijoada de Tia Ambrosia. A demora para tentar recuperá-la cria revolta na comunidade. Eraldo vai parar no hospital.                     |              |                                          |                                             |                                                                           |                     |
| 17 | 6            | "Se colar, colou"                        | Henrique Sauer Naina de Paula Natalia Warth | Renata Andrade, Thais Pontes, Chico Mattoso, Antonio Prata e Hela Santana | 12 de março de 2043 |
| Ao desmascarar Dalva, Olímpia fica paranoica. Eraldo e Maria Augusta inventam uma gravidez para fazer Melissa tomar gosto pelo trabalho. FlashBlack conhece os sogros.              |              |                                          |                                             |                                                                           |                     |
| 18 | 7            | "Um dia, um adeus"                       | Henrique Sauer Naina de Paula Natalia Warth | Renata Andrade, Thais Pontes, Chico Mattoso, Antonio Prata e Hela Santana | 12 de março de 2024 |
| Olímpia fica frustrada com sua imagem na capa da ‘Universo Suburbano’, e a emenda sai pior que o soneto. Maria Augusta e Leozinho disputam posições na Joia.                        |              |                                          |                                             |                                                                           |                     |
| 19 | 8            | "Um presente pro ator"                   | Henrique Sauer Naina de Paula Natalia Warth | Renata Andrade, Thais Pontes, Chico Mattoso, Antonio Prata e Hela Santana | 12 de março de 2024 |
| O carro de Geraldo é recuperado com um “brinde” e Ponza desconfia de uma suposta traição. Para não perderem o carro de novo, Eraldo e Leozinho metem os pés pelas mãos.             |              |                                          |                                             |                                                                           |                     |
| 20 | 9            | "Gurufim"                                | Henrique Sauer Naina de Paula Natalia Warth | Renata Andrade, Thais Pontes, Chico Mattoso, Antonio Prata e Hela Santana | 12 de março de 2024 |
| Depois que ninguém aparece para o ensaio na Joia, Eraldo resolve simular a própria morte e enfim ser valorizado. Ponza tem um encontro.                                             |              |                                          |                                             |                                                                           |                     |
| 21 | 10           | "Samba totalflex"                        | Henrique Sauer Naina de Paula Natalia Warth | Renata Andrade, Thais Pontes, Chico Mattoso, Antonio Prata e Hela Santana | 12 de março de 2024 |
| Dalva faz movimento no Encantado’s cair. Para dar o troco, Olímpia cria o jogo da fruta. Eraldo faz acordos e vai ter que se virar para unir dois enredos em um só.                 |              |                                          |                                             |                                                                           |                     |
| 22 | 11           | "Você pagou com traição"                 | Henrique Sauer Naina de Paula Natalia Warth | Renata Andrade, Thais Pontes, Chico Mattoso, Antonio Prata e Hela Santana | 12 de março de 2024 |
| Olímpia inventa o Encanta Friday e enquanto funcionários temem pelas confusões que a promoção pode gerar, Dalva se aproveita de Eraldo para armar intriga entre os Ponza.           |              |                                          |                                             |                                                                           |                     |
| 21 | 12           | "Axé, meus filhos!"                      | Henrique Sauer Naina de Paula Natalia Warth | Renata Andrade, Thais Pontes, Chico Mattoso, Antonio Prata e Hela Santana | 12 de março de 2024 |
| Ex-funcionários do Encantado’s tentam se acostumar com novos trabalhos. Olímpia prepara a venda do supermercado. Eraldo bola plano para desmascarar Dalva.                          |              |                                          |                                             |                                                                           |                     |

### 3.ª Temporada (2025)
| N.º geral | N.º na temp. | Título                       | Dirigido por                  | Escrito por                                                               | Exibição original   |
| --- | ------------ | ---------------------------- | ----------------------------- | ------------------------------------------------------------------------- | ------------------- |
| 22 | 1            | "Vale Tudo"                  | Henrique Sauer Naina de Paula | Renata Andrade, Thais Pontes, Chico Mattoso, Antonio Prata e Hela Santana | 29 de abril de 2025 |
| A escola de samba se prepara pro desfile em homenagem a Geraldo Ponza, e Olímpia reabre o mercado e comemora o elenco de ‘Vale Tudo’ gravando no local com a ajuda de Susana Vieira. |              |                              |                               |                                                                           |                     |
| 23 | 2            | "O suor de Jesus tem poder"  | Henrique Sauer Naina de Paula | Renata Andrade, Thais Pontes, Chico Mattoso, Antonio Prata e Hela Santana | 1 de maio de 2025   |
| Maria Augusta lida com o cancelamento nas redes e busca acolhimento em um grupo de ajuda, enquanto Eraldo enfrenta problemas com a estátua de seu pai para o desfile da escola.      |              |                              |                               |                                                                           |                     |
| 24 | 3            | "Greve de Fofoca"            | Henrique Sauer Naina de Paula | Renata Andrade, Thais Pontes, Chico Mattoso, Antonio Prata e Hela Santana | 6 de maio de 2025   |
| Maria Augusta tenta se reinventar nas redes sociais. Pandora se desafia a trazer positividade para a vida de Ana Shaula, enquanto Olímpia se prepara para um encontro com Walter.    |              |                              |                               |                                                                           |                     |
| 25 | 4            | "Doente do Pé"               | Henrique Sauer Naina de Paula | Renata Andrade, Thais Pontes, Chico Mattoso, Antonio Prata e Hela Santana | 8 de maio de 2025   |
| Eraldo se desespera ao descobrir que não sabe sambar e busca a ajuda de um professor. Olímpia lida com expectativas da mãe e da sogra em relação ao seu relacionamento com Walter.   |              |                              |                               |                                                                           |                     |
| 26 | 5            | "Mãe é Mãe"                  | Henrique Sauer Naina de Paula | Renata Andrade, Thais Pontes, Chico Mattoso, Antonio Prata e Hela Santana | 13 de maio de 2025  |
| Maria Augusta tenta aparecer na TV para alavancar sua carreira, enquanto Ponza e Neusa competem pela atenção de Olímpia no seu aniversário. Pedro e Crystal fazem uma aposta ousada. |              |                              |                               |                                                                           |                     |
| 27 | 6            | "#VidasSolteirasImportam"    | Henrique Sauer Naina de Paula | Renata Andrade, Thais Pontes, Chico Mattoso, Antonio Prata e Hela Santana | 16 de maio de 2025  |
| Eraldo busca a ajuda de um parceiro de seu pai para compor. Olímpia promove o casamento dos Encantadinhos no mercado. E Maria Augusta participa de um quadro no ‘Domingão com Huck’. |              |                              |                               |                                                                           |                     |
| 28 | 7            | "Estamina"                   | Henrique Sauer Naina de Paula | Renata Andrade, Thais Pontes, Chico Mattoso, Antonio Prata e Hela Santana | 20 de maio de 2025  |
| Olímpia e Walter decidem trabalhar juntos, mas o excesso de grude começa a incomodar Olímpia. Enquanto isso, Eraldo e Leozinho buscam patrocínio para o desfile da escola de samba.  |              |                              |                               |                                                                           |                     |
| 29 | 8            | "Bate-bola"                  | Henrique Sauer Naina de Paula | Renata Andrade, Thais Pontes, Chico Mattoso, Antonio Prata e Hela Santana | 22 de maio de 2025  |
| Eraldo e Olímpia buscam orientação em um terreiro sobre seus problemas. A visita da irmã de Ana Shaula causa conflitos no mercado. Dona Ponza se reinventa como musa da internet.    |              |                              |                               |                                                                           |                     |
| 30 | 9            | "Aniversário do Encantado’s" | Henrique Sauer Naina de Paula | Renata Andrade, Thais Pontes, Chico Mattoso, Antonio Prata e Hela Santana | 28 de maio de 2025  |
| Olímpia organiza o aniversário do mercado e encomenda um bolo. Ceroto tenta ajudar para mostrar que mudou. Maria Augusta busca uma chance de trabalho e descobre um novo talento.    |              |                              |                               |                                                                           |                     |
| 31 | 10           | "O Jogo do Bichinho"         | Henrique Sauer Naina de Paula | Renata Andrade, Thais Pontes, Chico Mattoso, Antonio Prata e Hela Santana | 29 de maio de 2025  |
| Eraldo instala uma máquina de pegar bichinhos de pelúcia no Encantado's. Olímpia se sente pressionada a fazer coisas que nunca fez no relacionamento com Cuíca e elabora um plano.   |              |                              |                               |                                                                           |                     |
| 32 | 11           | "Assim Eu não Brinco Mais"   | Henrique Sauer Naina de Paula | Renata Andrade, Thais Pontes, Chico Mattoso, Antonio Prata e Hela Santana | 3 de junho de 2025  |
| O clima é de caos e animação para o desfile. Eraldo entra em conflito com Olímpia, enquanto Ceroto, transforma sua casa, tenta reconquistar Crystal, e recebe visita de Dalva.       |              |                              |                               |                                                                           |                     |
| 33 | 12           | "Vamo Pras Cabeças!"         | Henrique Sauer Naina de Paula | Renata Andrade, Thais Pontes, Chico Mattoso, Antonio Prata e Hela Santana | 5 de junho de 2025  |
| É dia de desfile e a Joia do Encantado se prepara para a grande noite. Horas antes, Eraldo desaparece e deixa todos em pânico. Olímpia precisa administrar o problema.               |              |                              |                               |                                                                           |                     |